# Roger di Flor
Roger di Flor, född ca 1260, död 1306 eller 1307, var en italiensk äventyrare och kondottiär.
Roger di Flor var andra son till kejsar Frederik II:s falkenerare, som dock dog 1268 i slaget vid Tagliacozzo. Roger skickades iväg vid åtta års ålder i en galär tillhörande tempelherreorden. Han blev därefter medlem av orden och blev befälhavare över en galär. Vid belägringen av S:t Jean d’Acre fördömdes han dock av påven som tjuv och apostat, och rymde till Genua där han ägnade sig åt sjöröveri. Under konflikten om ön Sicilien som pågick mellan kungarna av Neapel och Aragonien kämpade han för kung Fredrik II av Sicilien mot kung Karl II av Neapel, och gjordes av denne till viceamiral. Vid krigsslutet, år 1302, ville kung Fredrik få bort sina legotrupper (kallade Almúgavares) men hade inte längre råd att betala dem. Roger övertygade då trupperna att under hans ledning färdas österut och kämpa mot turkarna. Den bysantinska kejsaren, Andronikos II, mottog hans erbjudande om tjänstgöring samma år, och september 1303 anlände han med sin flotta och sin här i Konstantinopel. Kejsaren gjorde honom till befälhavare över hela den bysantinska krigsmakten och gifte bort honom med ett av sina barnbarn, en kejserlig prinsessa. Han bekämpade framgångsrikt turkarna i Mindre Asien, men försökte sedan grunda ett eget rike i österlandet. När detta misslyckats och många hans katalanska legotrupper dödats återvände han till Europa men besökte Konstantinopel för att kräva kompensation för sina almúgavares. Han var inte nöjd med summan kejsaren betalat honom, och började därför härja i landet med hjälp av nyrekryterad förstärkning från Sydeuropa. Omväxlande kämpade han för och mot kejsaren, och gjordes till caesar. Den nya kejsaren Mikael Palaiologos vågade inte öppet anfalla hans trupper utan lät mörda honom och hans katalanska kavalleri efter att ha bjudit honom till Adrianopel.